# Osservatorio di Pristina
L'Osservatorio di Pristina è un osservatorio astronomico del Kosovo. Si trova a Pristina, all'interno del complesso edilizio che costituisce il Palazzo della Gioventù e dello Sport. È stato aperto nel 1977, principalmente con finalità educative e didattiche. Dopo essere rimasto chiuso per più di 30 anni, è stato riaperto nel 2022.

## Storia

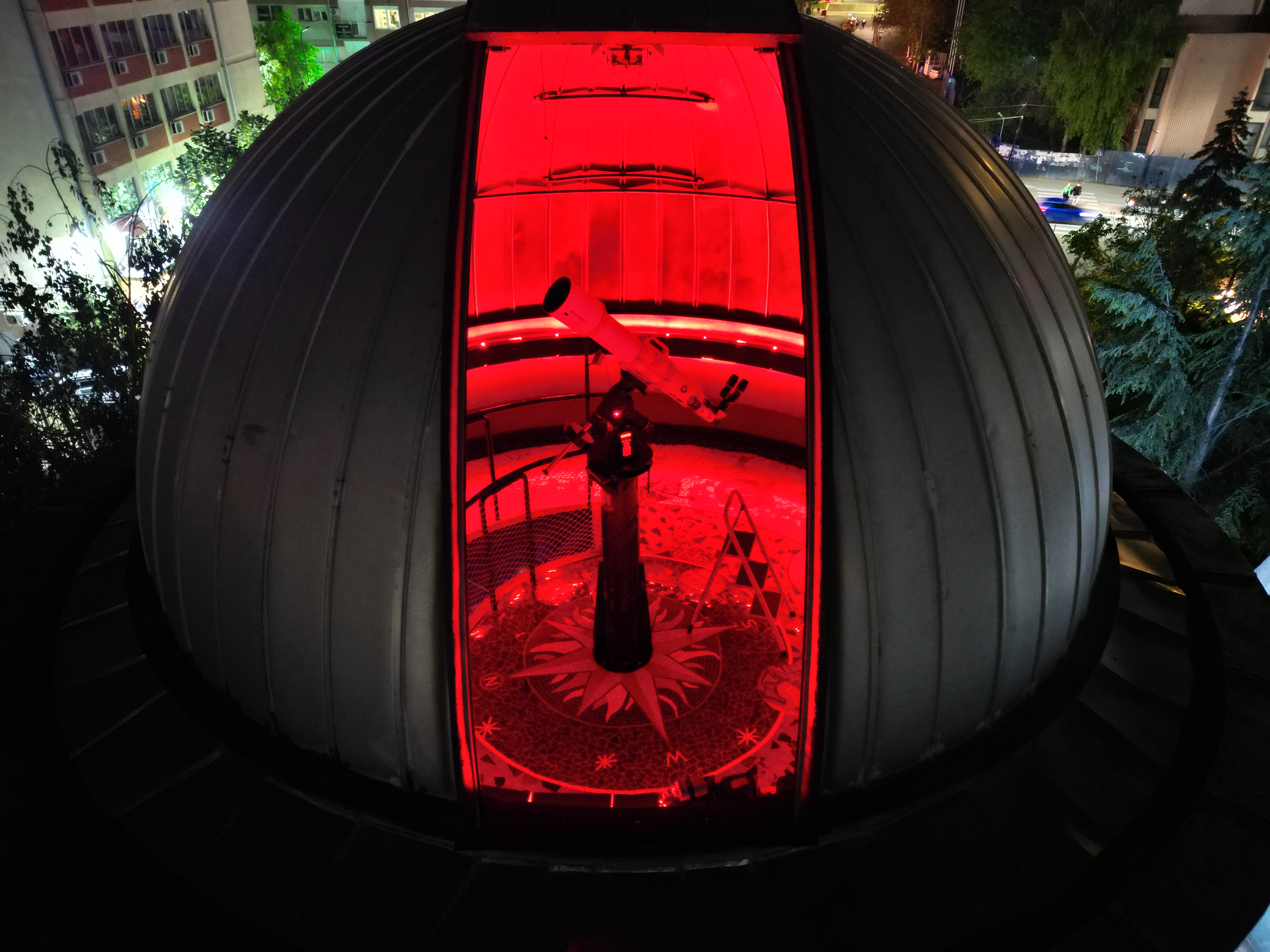
L'osservatorio di Pristina di notte.

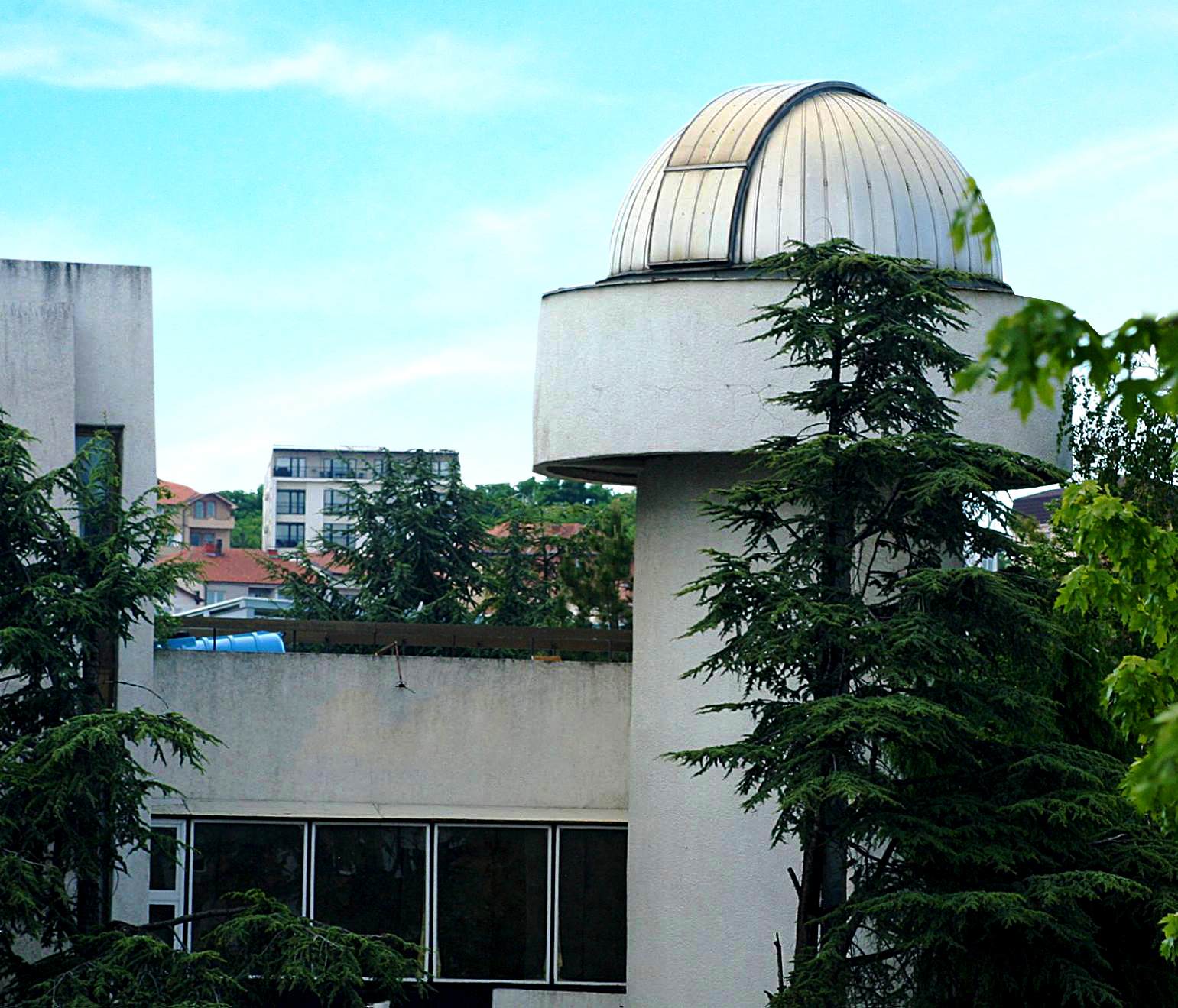
L'osservatorio visto dall'esterno.

L'osservatorio è stato aperto nel novembre 1977, quando il Kosovo faceva parte della Jugoslavia, principalmente con finalità educative e di divulgazione scientifica. Dotato di una torre di osservazione sormontata da una cupola, era gestito da un gruppo chiamato Kosovo Young Researchers. L’osservatorio era utilizzato da giovani ricercatori scientifici e da appassionati di astronomia ed era aperto al pubblico, dando ai cittadini di Pristina la possibilità di osservare stelle, pianeti e altro ancora. L'osservatorio fu utilizzato per dieci anni, fino al 1987. Le vicende legate alla dissoluzione della Jugoslavia e alla successiva guerra del Kosovo complicarono ulteriormente la possibilità di recupero dell'osservatorio.
Nel 2015, alcuni anni dopo la dichiarazione d'indipendenza del Kosovo (avvenuta nel 2008), fu costituito l'Astronomy Club of Kosova (ACK). Il gruppo, che inizialmente riuniva amanti dell'astronomia che osservavano il cielo con semplici strumenti che ognuno aveva nelle proprie case, successivamente si è evoluto, organizzando incontri programmati per osservare le stelle e discussioni sull'astronomia. Interrogandosi sui modi in cui il gruppo poteva avere un impatto sulla comunità, l'ACK decise di promuovere la riapertura dell'osservatorio. L'iniziativa è andata a buon fine e nel 2022 l'osservatorio di Pristina ha riaperto grazie al supporto dell'UNMIK e del Comune di Pristina.
L'attrezzatura strumentale dell'osservatorio è costituita da un telescopio per le osservazioni notturne, un telescopio solare per le osservazioni diurne e una stazione meteorologica. La riapertura dell'osservatorio di Pristina è coincisa con la divulgazione da parte della NASA delle prime immagini riprese dal telescopio spaziale James Webb, che l'ente spaziale statunitense aveva divulgato pochi giorni prima.